# Al-Àghlab
Al-Àghlab (‘el Conqueridor’), incert valí de Mayurqa (circa 1048).